# Il cane
Il cane (The Hound) è un racconto horror dello scrittore statunitense Howard Phillips Lovecraft, uno dei primi a far parte del Ciclo di Cthulhu. Scritto nel settembre 1922, fu pubblicato per la prima volta nel febbraio 1924 sulla rivista Weird Tales. Benché egli stesso odiasse apertamente questa storia, è di fatto considerata molto importante perché in questo racconto lo scrittore cita per la prima volta il Necronomicon, il libro maledetto scritto dall'arabo pazzo Abdul Alhazred, ed è da questo momento in poi che incomincia a tessere lo sfondo comune per le storie del "terrore cosmico".

## Trama
La storia è raccontata come uno sguardo retrospettivo da parte di uno dei due protagonisti, che racconta degli avvenimenti che hanno condotto alla morte il suo amico St. John e alla decisione del suo suicidio. I due amici, conviventi, annoiati dalla banalità della vita quotidiana, incominciano a cercare sempre più nuovi stimoli prima nell'arte dei movimenti culturali estetici e romantici, poi nella letteratura simbolista, fino ad arrivare alla conoscenza dell'occulto e alla negromanzia. Escono di notte nei cimiteri a dissotterrare tombe e collezionano resti umani e oggetti legati ai miti esoterici. Un giorno ai due, mai sazi di nuovi brividi, giunge la notizia di una tomba sul cui proprietario circolavano voci di stregoneria e su cui aleggia ancora l'ombra del male. I due partono subito per i Paesi Bassi, dove si trova il cimitero, e trovano la tomba. Dissotterrano il corpo e trovano sul cadavere (insolitamente ben conservato dopo cinque secoli) uno strano medaglione, su cui è rappresentato un animale che ricorda vagamente un cane alato e che loro riconoscono come una delle creature citate nel Necronomicon: il guardiano dei morti. Il medaglione entra a far parte della loro collezione ma attorno ai due uomini incominciano ad avvenire strani fatti: avvertono presenze misteriose intorno alla loro tenuta e, di notte, nella loro casa e sentono spesso il verso orribile di una bestia che solo lontanamente ricorda un cane. Finché un giorno, per strada, St. John viene attaccato e ucciso brutalmente, il suo amico può solo vederlo morire tra le proprie braccia per le orrende ferite lasciate dalla bestia. Non potendo più negare la verità, l'uomo, già provato, riparte intenzionato a restituire il medaglione, ma durante il viaggio gli viene rubato da alcuni ladri. Quando apprende dai giornali che questi sono stati uccisi come accaduto al suo amico, torna, mosso dalla disperazione, al cimitero e scoperchiando ancora la tomba vede che lo scheletro ha tra le mani il medaglione e, attaccati al corpo, pezzi di carne dei poveri malcapitati che ha ucciso. Dopo una fuga dissennata, recuperata la lucidità, si toglie la vita con un colpo di pistola.